# CF Industries
CF Industries Holdings, Inc. è un produttore e distributore americano di fertilizzanti agricoli, inclusi ammoniaca, urea e prodotti a base di nitrato d'ammonio, con sede a Deerfield, un sobborgo di Chicago. La società è stata fondata nel 1946 come Central Farmers Fertilizer Company. Per i suoi primi 56 anni è stata una federazione di cooperative regionali di fornitura agricola, per poi demutualizzarsi e diventare una società quotata in borsa. CF Industries gestisce nove complessi produttivi in tutto il mondo che comprendono 17 impianti di ammoniaca, il più grande dei quali si trova a Donaldsonville, Louisiana. La principale filiale operativa è CF Industries, Inc.

## Storia
L'azienda è stata fondata nel 1946 come Central Farmers Fertilizer Company, una federazione di cooperative regionali di fornitura agricola. L'azienda divenne CF Industries nel 1971. CF si è demutualizzata nel 2002 e ha effettuato un'offerta pubblica iniziale di azioni nel 2005. Dal 2008 le azioni di CF Industries sono state incluse nell'indice S&P 500 dei prezzi delle azioni a grande capitalizzazione. Nell'aprile 2010 CF Industries ha acquisito Terra Industries, Inc., a seguito di lunghe trattative che includevano un tentativo da parte del produttore rivale di fertilizzanti Agrium di acquistare CF e gli sforzi di Yara International per acquistare Terra, acquisendo quindi cinque complessi produttivi in Nord America, una quota del 50% in una joint venture a Point Lisas, Trinidad e Tobago, e una quota del 50% nella joint venture GrowHow nel Regno Unito.
Nel 2013 Mosaic Company ha accettato di acquistare l'attività di fosfato di CF Industries per 1,4 miliardi di dollari in contanti. Il 1º luglio 2015 CF Industries ha annunciato un accordo per acquisire il restante 50% di partecipazione in GrowHow da Yara International per 580 milioni di dollari. Il 6 agosto 2015 CF Industries ha annunciato che si unirà alle attività di distribuzione europea, nordamericana e globale di OCI NV per 8 miliardi di dollari. La società risultante dalla fusione avrà sede nel Regno Unito e utilizzerà il nome CF Industries. Il 31 maggio 2016 CF Industries ha annunciato la risoluzione della proposta combinazione con le attività di distribuzione europea, nordamericana e globale di OCI.
Il 15 settembre 2021 CF Industries ha annunciato che avrebbe interrotto le operazioni nei suoi due complessi di produzione nel Regno Unito a causa degli elevati prezzi del gas naturale. L'interruzione delle operazioni ha creato il rischio di una carenza nel Regno Unito di CO2 di qualità alimentare, un sottoprodotto della produzione di ammoniaca che è fondamentale per i settori della birra e delle bevande analcoliche, degli imballaggi alimentari e della carne. Gli stabilimenti britannici di CF Industries erano la fonte del 60% della CO2 alimentare del paese. Il 21 settembre il governo britannico ha annunciato un accordo a breve termine in base al quale avrebbe fornito un sostegno finanziario limitato a CF Industries per tre settimane al fine di sostenere l'immediato riavvio delle operazioni e della produzione di CO2 presso lo stabilimento di Billingham, nel Teesside. Nel giugno 2022 CF Industries ha chiuso definitivamente la sua fabbrica di fertilizzanti a Ince, nel Cheshire, a causa dei prezzi del gas ancora elevati e delle tasse ambientali.